# 何塞·本科
何塞·本科（Jože Benko，1980年3月23日—），是一名斯洛文尼亚职业足球运动员，曾效力于中甲球队湖北中博。

## 职业生涯
本科在斯洛文尼亚球队慕拉开始职业足球生涯，2005年7月本科加盟纳夫塔。他在纳夫塔的表现出色，联赛出场55次打进23球，并在2007年第一次获得出国踢球的机会。他在夏季转会中加盟希腊球队赫拉克勒斯，但他却始终无法融入球队，半个赛季后，他就转会回到斯洛文尼亚国内的。之后他在塞浦路斯球队拉纳卡效力半个赛季，2010年重新回到纳夫塔。他在2010/11赛季前半段出场13次，进球11个，成为半程最佳射手。
2011年2月，本科签约加盟中甲球队湖北中博。